# Yacimiento de Bocapucheros
El Yacimiento de Bocapucheros es un monumento funerario tumular de la Edad del Bronce, único en la península ibérica. Se sitúa sobre una cresta cuarcítica rosada que sobresale en la comarca volcánica del Campo de Calatrava, Ciudad Real. El lugar fue modificado mediante labores de cantería para instalar en sus cotas superiores un gran túmulo funerario de más de 30 metros de diámetro, con corredores y varias cámaras en su parte superior. 
Es considerado un centro ritual único de hace 4000 años, proporcionando información valiosa sobre las prácticas funerarias y la organización social de las comunidades de la Edad del Bronce en la región. Su estudio contribuye a comprender la monumentalización del paisaje y las tradiciones rituales de la Prehistoria Reciente en la Meseta Sur. 

## Características
Este yacimiento está asociado a la Cultura de las Motillas, característica de la Edad del Bronce en La Mancha. Las motillas eran asentamientos fortificados que controlaban recursos hídricos y agrícolas. Bocapucheros, junto con otros yacimientos como La Encantada y el Castillejo del Bonete, complementa el conocimiento sobre las prácticas funerarias y rituales de esta cultura. 
Las construcciones de Bocapucheros presentan una orientación hacia la constelación de la Cruz del Sur, lo que sugiere una relación simbólica con elementos astronómicos. Esta orientación pudo haber jugado un papel relevante en las prácticas rituales de la comunidad que erigió el monumento.

## Excavaciones arqueológicas
El yacimiento arqueológico de Bocapucheros se encuentra en la comarca del Campo de Calatrava, aproximadamente a 6 km al sureste de Almagro, en la provincia de Ciudad Real, España. 
El monumento se encuentra en un estado de conservación excepcional, aunque sus estructuras amenazan con colapsar debido a la acción geológica y al expolio tradicional. Aun así, se conservan alzados originales de más de 3 metros de altura en los túmulos, siendo los mejor conservados en toda la península ibérica. Las excavaciones han revelado varias cámaras funerarias que contienen restos humanos acompañados de ajuares cerámicos y metálicos, datados entre 2000 y 1600 a. C. En la campaña de 2024, se identificaron enterramientos de al menos dos mujeres adultas en posición fetal, reforzando la función del yacimiento como espacio de enterramiento ritual. 
Esta campaña, que ha contado con un presupuesto total de 24 330,92 euros, ha sido financiada en un 57% por el Ayuntamiento de Almagro y un 43% por la Consejería de Educación de Castilla-La Mancha.